# Calumma nasutum
Calumma nasutum är en ödleart som beskrevs av  Mertens 1933. Calumma nasutum ingår i släktet Calumma och familjen kameleonter. IUCN kategoriserar arten globalt som livskraftig. Inga underarter finns listade.